# Línea 3 (Urbanos de Valdemoro)
La línea 3 de la red de autobuses urbanos de Valdemoro une de manera circular El Restón con la Avenida de Andalucía.

## Características
Esta línea une El Restón con la Avenida de Andalucía, realizando un recorrido circular por el municipio. Es la única línea urbana sin conexión con la estación de tren de Valdemoro.
La línea circula exclusivamente por el término municipal de Valdemoro. Como bien se expresa en la numeración interna del CRTM, recibe el número 3161. El primer dígito corresponde a la línea, en este caso la línea 3. Y los últimos tres dígitos corresponden al municipio por el que circula, en este caso 161 corresponde al municipio de Valdemoro.
La línea mantiene los mismos horarios todo el año (exceptuando las vísperas de festivo y festivos de Navidad).
Está operada por AISA mediante la concesión administrativa URCM-161 - Urbano de Valdemoro (Urbanos Comunidad de Madrid) del Consorcio Regional de Transportes de Madrid.

## Horarios
| Lunes a viernes laborables                    |             |             |             |             |             |             |             |             |             |             |             |             |             |             |             |       |    |
| L3 Circular: El Restón > Avenida de Andalucía |             |             |             |             |             |             |             |             |             |             |             |             |             |             |             |       |    |
| 06                                            | 07          | 08          | 09          | 10          | 11          | 12          | 13          | 14          | 15          | 16          | 17          | 18          | 19          | 20          | 21          | 22    | 23 |
| 30 45                                         | 00 15 30 45 | 00 15 30 45 | 00 15 30 45 | 00 15 30 45 | 00 15 30 45 | 00 15 30 45 | 00 15 30 45 | 00 15 30 45 | 00 15 30 45 | 00 15 30 45 | 00 15 30 45 | 00 15 30 45 | 00 15 30 45 | 00 15 30 45 | 00 15 30 45 | 00 15 |    |
| Sábados laborables, domingos y festivos       |             |             |             |             |             |             |             |             |             |             |             |             |             |             |             |       |    |
| L3 Circular: El Restón > Avenida de Andalucía |             |             |             |             |             |             |             |             |             |             |             |             |             |             |             |       |    |
| 06                                            | 07          | 08          | 09          | 10          | 11          | 12          | 13          | 14          | 15          | 16          | 17          | 18          | 19          | 20          | 21          | 22    | 23 |
|                                               |             | 00 22 44    | 06 28 50    | 12 34 56    | 18 40       | 02 24 46    | 08 30 52    | 14 36 58    | 20 42       | 04 26 48    | 10 32 54    | 16 38       | 00 22 44    | 06 28 50    | 12 34 56    | 18 40 | 00 |

Paso por la Avenida de Andalucía aproximadamente 22 minutos después de su salida de la Glorieta de Las Sirenas. Duración del recorrido circular completo aproximadamente 45 minutos.

## Recorrido y paradas
| Código | Parada                                   | Común con       |
| --- | ---------------------------------------- | --------------- |
| 21341 | Av. Mar Mediterráneo - Gta. Amazonas     | 424 5 6 7       |
| 17207 | Gta. Sirenas - Mar Adriático             | 424 425 5 6 7   |
| 12984 | Av. Mar Mediterráneo - Atenea            |                 |
| 11991 | Av. Mar Mediterráneo - Afrodita          | 424 2           |
| 18896 | Gta. Universo - Saturno                  |                 |
| 18895 | Seseña - Illescas                        |                 |
| 11834 | Luis Planelles - Seseña                  | 1               |
| 09150 | Pza. Monjas - Luis Planelles             | 1               |
| 11035 | Estribo - Av. Andalucía                  | 1               |
| La hora de paso por esta parada es aproximadamente 22 minutos después de salir de la Glorieta de las Sirenas |                                          |                 |
| 10758 | Av. Andalucía - P.º de la Estación       | 1 7             |
| 12888 | Doctor Fleming - Doctor Castelo          | 7               |
| 12889 | Guardia Civil - Centro Ramón Areces      | 7               |
| 07994 | San Vicente de Paúl - Tenerías           | 422 428 1       |
| 07995 | Negritas - Río Guadalquivir              | 422 428         |
| 12983 | Parla - Centro de Salud                  |                 |
| 10761 | Parla - Vicente Aleixandre               | 422 1           |
| 16162 | Gta. José Mª Pemán - Antonio Van de Pere | 422 428 4 7     |
| 16331 | Rosalía de Castro - Lili Álvarez         | 7               |
| 21343 | Agustina de Aragón - María Moliner       |                 |
| 17354 | Hospital Infanta Elena                   | 7               |
| 17941 | Rosalía de Castro - Gta. Eulalia Abaitua | 428 7           |
| 16332 | Rosalía de Castro - Lili Álvarez         | 7               |
| 15534 | José María Pemán - Emilia Pardo Bazán    | 422 428 7       |
| 11837 | Espinillo - Libertad                     |                 |
| 15537 | Cuba - Colegio                           |                 |
| 12890 | Aguado - Av. Hispanoamérica              | 422             |
| 18893 | Rda. Comunicaciones - Residencia         |                 |
| 18894 | Rda. Comunicaciones - Illescas           |                 |
| 11990 | Av. Mar Mediterráneo - Venus             | 424 2           |
| 11992 | Av. Mar Mediterráneo - Minerva           | 424 2           |
| 15844 | Gta. Sirenas - Av. Mar Mediterráneo      | 424 425 466 2 7 |
| 21342 | Av. Mar Mediterráneo - Gta. Amazonas     | 424 7           |